# Addison (Alabama)
Addison és un poble dels Estats Units a l'estat d'Alabama. Segons el cens del 2007 tenia 711 habitants.

## Demografia
Segons el cens del 2000, Addison tenia 723 habitants, 315 habitatges, i 219 famílies. La densitat de població era de 79,5 habitants per km².
Dels 315 habitatges en un 30,2% hi vivien nens de menys de 18 anys, en un 54% hi vivien parelles casades, en un 12,1% dones solteres, i en un 30,2% no eren unitats familiars. En el 28,6% dels habitatges hi vivien persones soles el 13% de les quals corresponia a persones de 65 anys o més que vivien soles. El nombre mitjà de persones vivint en cada habitatge era de 2,3 i el nombre mitjà de persones que vivien en cada família era de 2,78.
Per edats la població es repartia de la següent manera: un 22,1% tenia menys de 18 anys, un 8,4% entre 18 i 24, un 30,2% entre 25 i 44, un 24,9% de 45 a 60 i un 14,4% 65 anys o més.
L'edat mediana era de 38 anys. Per cada 100 dones hi havia 93,3 homes. Per cada 100 dones de 18 o més anys hi havia 84 homes.
La renda mediana per habitatge era de 22.235 $ i la renda mediana per família de 31.146 $. Els homes tenien una renda mediana de 26.667 $ mentre que les dones 19.583 $. La renda per capita de la població era de 12.973 $. Aproximadament el 16,3% de les famílies i el 19,7% de la població estaven per davall del llindar de pobresa.

## Poblacions properes
El següent diagrama mostra les poblacions més properes.